# 阮品強
阮品強（英語：Yuen Bun Keung，1943年9月12日—2012年1月24日），香港政治人物，民主黨創黨黨員。他於1986年5月23日至2011年12月31日期間出任中西區區議會中環區議員，並曾當選中西區區議會主席。民主黨的黨歌岀自其手筆。

## 生平
阮品強在1954年與其兄弟畢業於灣仔端正中學（小學部）。本來升讀中學的他於1954年至1955年報考北角官立小學，結果獲取錄入讀小六課程。當他第二次完成小六學位後，他於1955年至1961年就讀金文泰中學（該校因應教育改革改行5年學制前最後一屆中六，即高中三畢業生，於1961年中文中學會考中考獲歷史科「良」等成績），後於1961年開始修讀葛量洪教育學院教育文憑，且在1964年畢業。他生前曾考獲英國倫敦聖三一學院演唱文憑的專業資格，亦曾為倫敦聖三一音樂學院院士。1970年代曾於香港潮商學校任教。原為伊斯蘭脫維善紀念中學音樂教師及訓導主任的他，早於八十年代活躍本港民主運動，於1986年開始參與區議會選舉，並成功於中環選區當選。往後多屆區議會選舉，阮品強無一落敗。他亦曾參加1998年香港立法會選舉，但只得同名單的李柱銘和楊森當選。直到2011年區議會選舉前夕，阮品強有感年紀漸大，決定不再尋求連任，交由年輕黨友許智峯接棒，許智峯其後順利當選，使民主黨得以保持其中環選區議席。

## 身後
2012年1月24日，阮品強於筲箕灣新成街寓所突然昏迷倒地，朋友發現後送院搶救，惜終證實不治，享年69歲。與阮品強相識26年的中西區區議員鄭麗表示，阮品強在2012年1月14日仍落區協助他們的地區工作，早前她致電他交代春茗一事，對方沒有異樣，豈料突然離世。
民主黨黨員黃月梅被揭發經常往澳門豪賭輸錢，07年至10年9月間，曾以不同藉口，多次向民主黨創黨元老兼中西區區議會中環區議員阮品強借貸共650萬元，但一直未有還錢。2012年1月24日，阮在家中病逝，而黃一直分文未還，因此阮的遺產管理人遂委託收數公司追債。有一次收數公司在街頭與黃及其丈夫狹路相逢，兩夫婦避債狂奔，最後跑到附近公廁躲藏並致電報警，狀甚狼狽。

## 資料來源與註釋
1. ↑  . 蘋果日報. 2012-01-26  [2012-02-16]. （原始内容存档于2015-06-10）.
2. ↑  . 華僑日報. 1954-07-23: 11  [2022-04-20].
3. ↑  . 華僑日報. 1954-08-31: 11  [2022-04-19].
4. ↑  . 香港工商日報. 1961-07-19: 12  [2023-09-17]. （原始内容存档于2023-10-02）.
5. ↑  . 香港工商日報. 1962-02-23: 7  [2022-04-27].
6. ↑  . 華僑日報. 1965-03-05: 14  [2022-04-22].
7. ↑  . 太陽報. 2012-01-26  [2012-02-16]. （原始内容存档于2012-03-03）.
8. ↑  傳向民主黨元老借650萬不還　前區議員匿女廁避收數佬[永久]

1. ↑  關於阮品強出生日期的資料出自1994年由盧子健和何安達所著的《香港人名錄》（天地圖書出版）第159頁。
2. 1 2 3 4  關於阮品強就學的資料出自1994年由盧子健和何安達所著的《香港人名錄》（天地圖書出版）第159頁。

## 外部連結
| 議會席位      | 議會席位                                                 | 議會席位      |
| ------------- | -------------------------------------------------------- | ------------- |
| 前任： 劉漢銓 | 中西區區議會主席 1994年10月—1997年9月30日                | 繼任： 陳捷貴 |
| 前任： 周偉強 | 中西區區議會 中環選區區議員 1986年5月23日—2011年12月31日 | 繼任： 許智峯 |